# Vitigudino
Vitigudino – gmina w Hiszpanii, w prowincji Salamanka, w Kastylii i León, o powierzchni 52,33 km². W 2011 roku gmina liczyła 2866 mieszkańców.